# 潮田玲子
潮田 玲子（しおた れいこ、1983年9月30日 - ）は、日本の元バドミントン選手。三洋電機バドミントン部を経て日本ユニシス女子バドミントン部に所属した。福岡県京都郡苅田町出身。右利き。マネジメント事務所はセント・フォース。本名、増嶋 玲子（旧姓:潮田）。
夫は元サッカー選手の増嶋竜也。夫との間に2子あり。

## 概要
九州国際大学付属高等学校女子部（当時）卒業後の2002年から2009年まで三洋電機バドミントン部所属。チームメイトの小椋久美子とダブルスペア「オグシオ」を組み、全日本総合選手権大会5連覇、世界ベスト8に入れる実力派ペアとして活躍した。2008年12月に小椋と袂を分かち、ペアを解消。
2009年4月、ロンドンオリンピックでのメダル獲得を目指すべく、日本ユニシスに所属する池田信太郎と混合ダブルスペアを結成（愛称「イケシオ」）。また、三洋電機への所属形態を契約社員へ変更。同年7月に芸能事務所セント・フォースと契約し不定期ながらもキー局で自らの名を冠したコーナーを持つ。
2010年3月30日付けで三洋電機との所属契約を終了。同年5月16日付で日本ユニシスとプロフェッショナル社員契約を結び、同社女子バドミントン部に加入した。
2012年7月19日、同年9月開催のヨネックスオープンジャパン出場を最後に現役生活からの引退を表明。ロンドンオリンピックに日本代表選手として出場するも一次リーグ敗退。ヨネックスオープンジャパンでは混合ダブルス準決勝まで進むも、インドネシアペアを前に敗退し、この大会を以って現役を引退。
2012年9月30日、29歳の誕生日にサッカー選手増嶋竜也と結婚したことを発表。
2014年より、公益財団法人日本バドミントン協会の普及指導開発部のメンバーに選ばれている。
2015年5月2日、第1子を妊娠中であることを明らかにした。妊娠をきっかけに「育児セラピスト2級」の資格を取得。2015年9月28日放送の『Nスタ』（TBS）の番組内で第1子男児を出産したことを発表、自身のブログでも報告を行った。2017年4月5日には、第2子妊娠を報告。8月7日に第2子女児を出産した。
2021年元旦に昨年引退した増嶋竜也のYouTuber転身を報告。家族4人の写真とともに「増嶋家ちゃんねる。」のチャンネル画像を自身のInstagramに投稿した。
「第13回ベストマザー賞2021」の「スポーツ部門」を受賞。

## 来歴

### バドミントン選手
- 趣味でバドミントンをしていた母の影響で3歳頃からラケットに触れる[11]。その後6歳で友人の誘いにより名門京都クラブ（みやこクラブ）入団。体育会ばりの練習で力をつけ、1995年の全国小学生大会女子シングルスで全国3位入賞。この時の準々決勝で初めて小椋と対戦する[12][13]。
- 1998年、苅田町立新津中学校3年のとき、全国中学生大会女子シングルス優勝で初全国タイトル取得。スポーツ推薦で九州国際大学付属高等学校に進み、1999年度インターハイ女子団体（学校対抗）戦では1年生ながら優勝に貢献する。またこの年、アジアジュニア選手権の強化合宿で偶然小椋とダブルスを組んだことがペア結成の発端であった。
- 高校2年の2000年には第19回全日本ジュニアバドミントン選手権大会女子シングルス優勝[14]。これによりユース代表に選ばれ、同年度オランダジュニア選手権で女子シングルス3位入賞[15]。
- 翌年高校3年時には小椋と組んだ女子ダブルスで、オランダジュニアおよびドイツジュニアで準優勝[注釈 1]。また、アテネオリンピック特別強化指定選手に選ばれる。

オグシオ時代
- 高校卒業後の2002年、三洋電機に入社。

他は オグシオ#三洋電機入社以降（2002年〜2008年） 参照
イケシオ時代
- 2009年4月24日、同じく日本代表メンバーとして男子ダブルスで活躍している池田信太郎（日本ユニシス所属）と混合ダブルスを組むことを発表、2012年ロンドンオリンピックへの出場とメダル獲得を目指すと表明した[16][17]。
- 同月、正社員契約から契約社員へと所属形態を変更[18]。
- 2010年3月末をもって三洋電機との社員契約を終了。同年（2010年）4月に日本ユニシスに移籍。
- 個人戦の大会では混合ダブルスに専念しているが、所属チームの団体戦では女子ダブルスの試合に出場し活躍している。
- 2011年に2009年、2010年と準優勝だった全日本総合バドミントン選手権大会の混合ダブルスで優勝。
- 三洋電機時代の2002年から2009年、日本ユニシス時代の2010年から2011年、社会人になってからのすべての年の日本リーグで所属チームが優勝。
- 2012年ロンドンオリンピック出場（混合ダブルス）。

他は イケシオ#軌跡 参照

### その他
- オグシオ#バドミントン以外の活動 参照

2008年
- 5月29日、九州国際大付属高校出身のよしみで、北九州市民球場で行われた野球の横浜対ソフトバンク戦で始球式を務めた[19][注釈 2]。

2009年
- 2月17日、ブライダルファッションデザイナー桂由美のファッションショーにモデルとして出演した[22]。
- 7月8日、競技引退後に志望するスポーツキャスター活動支援のため、多数の女子アナウンサーを擁する芸能事務所セント・フォースと契約、競技以外のマネジメントを同社に委託したことが明らかになった。しかし現役中はあくまで競技活動優先ということである[23]。
- 8月3日、三洋電機商品『eneloop bike（エネループバイク）』 記者発表会にゲスト参加[24][25]。
- 8月13日、2016年度東京オリンピック・パラリンピック招致委員会主催のイベントにゲスト参加[26][27]。

2010年
- 2月27日、東京マラソンエキスポのトークショーにゲスト参加[28]。
- 4月、『世にも奇妙な物語20周年スペシャル』に本人役で初ドラマ出演[29][30]。

　他はイケシオ#その他活動を参照

## 人物
- トップアスリートとしての潮田を知る者によると、「ガツガツしておらず、飄々としている」「気まぐれで楽天的」[31]というクールな一面を持つ一方、「負けず嫌いで、どんな練習でもいいかげんにしない」「いったん目標を決めたらとことんやり抜く」という熱い面を持ち合わせている[32]。
- 趣味は映画鑑賞や読書（サスペンスやミステリー系[33]）、ゴルフ、買い物、家具屋めぐり&家具集めで、好きな俳優は坂口憲二、歌手はEXILE。
- 3歳上の兄も九州国際大学付属高等学校の出身であり、インターハイに出場している。

## エピソード

### バドミントン
- 中学3年の時、全国中学生大会優勝時に撮った写真が珍しくバドミントンマガジンの表紙に起用された。
- 高校1年で参加したナショナルジュニアの強化合宿で、余った者同士たまたま組まされた2人はそのチーム1番手の正規ペアと対戦して勝ってしまったという逸話がある。
- 高校3年の時、地元の実業団への入社と進学のどちらにするかを考えていたが、すでに三洋電機に入社を内定していた小椋久美子から電話で熱心に誘われたことにより、入社を決めた[34]。
- その他はオグシオ#エピソード参照。
- 池田とのコンビ名（愛称）を日本バドミントン協会が窓口となり募集したところ約200通の応募があり、最終的に“イケシオ”（2人の名字の頭文字を取って）に決定した[35]。
- 北京五輪出場後は競技生活を続けるかどうかでしばらく迷っていたが、「自分が人に感動を伝えられるのはバドミントンではないか」と考え、最終的に現役続行を決断したという[36]。

### その他
- 小学校の卒業文集にはすでに「バドミントン選手になる」と書き込んでいた[37]。
- 高校時代には日本テレビの番組『1億人の大質問!?笑ってコラえて!』のコーナー、「日本列島女子高生の旅」で福岡県の高校のバドミントン部のエースとして出演していた（2000年5月10日放映）。
- チュートリアル・徳井義実と交際していると報道されたことがある[38]が、本人はただの友達とコメントし、徳井側も交際を否定した[38][39]。ちなみに徳井から告白された際は「オリンピックがあるので」という理由で断っている[40]。
- 2009年2月、桂由美のファッションショーにモデルとしてゲスト出演した際は4シーンにわたり登場し、「45年やってきて初めて。普通は断られるんですけど、ほんとびっくりした。アスリート精神ですかね」と桂に賞賛された[41]。
- 2009年9月からすぽると!内の不定期コーナーでキャスターを務めることについて、他の女性アスリートに話を聴くのは刺激になりモチベーションが上がる、と語っている[42]。
- 2020年10月20日、神宮球場で行われた東京ヤクルトスワローズ - 読売ジャイアンツ戦の始球式に登場。2008年5月29日の北九州市民球場での横浜DeNAベイスターズ - 福岡ソフトバンクホークス戦に続き2回目[43]。

## ノート
1. ↑  ただし、もともと決勝進出を予期されていなかったことから、ドイツジュニアでは航空券の日程の都合より決勝戦を棄権するという不遇を強いられた。
2. ↑  ちなみに同じく同校卒であることから、打席には男子ダブルスの池田信太郎が就いた[20][21]。

## 主な戦績

### 国内大会
- 1994年
  - 全国小学生大会　女子シングルス　3位入賞
- 1997年
  - 全日本ジュニア新人の部　準優勝
- 1998年
  - 全国中学生大会 女子シングルス 優勝
- 2000年
  - 全日本ジュニア 女子シングルス 優勝
- 2002年
  - 全日本社会人選手権 ダブルス 3位
- 2003年
  - 全日本総合バドミントン選手権大会 シングルス 3位、女子ダブルス 準優勝
- 2004年
  - ランキングサーキット 女子ダブルス 3位
  - 全日本社会人選手権 女子ダブルス 優勝
  - 全日本総合バドミントン選手権大会 女子ダブルス 優勝
- 2005年
  - ランキングサーキット 女子ダブルス 3位
  - 全日本社会人選手権 女子ダブルス 優勝-2連覇
  - 全日本総合バドミントン選手権大会 女子ダブルス 優勝-2連覇
- 2006年
  - 全日本総合バドミントン選手権大会 女子ダブルス 優勝-3連覇
- 2007年
  - 全日本総合バドミントン選手権大会 女子ダブルス 優勝-4連覇
- 2008年
  - 全日本総合バドミントン選手権大会 女子ダブルス 優勝-5連覇
- 2009年
  - 全日本社会人選手権　混合ダブルス 優勝
  - 全日本総合バドミントン選手権大会 混合ダブルス 準優勝
- 2010年
  - ランキングサーキット 混合ダブルス 優勝
  - 全日本総合バドミントン選手権大会 混合ダブルス 準優勝
- 2011年
  - 全日本総合バドミントン選手権大会 混合ダブルス 優勝

### 国際大会
- 2001年
  - オランダジュニア 女子シングルス 第3位
  - ヨネックスオープンジャパン 女子ダブルス ベスト32
- 2002年
  - オランダジュニア 女子ダブルス 準優勝
  - ドイツジュニア 女子ダブルス 準優勝
  - マレーシアオープン 女子ダブルス ベスト8
  - アジア選手権 女子ダブルス ベスト8
- 2003年
  - タイオープン 女子ダブルス 3位
  - アジアサテライト・タイ 女子ダブルス 準優勝
  - スコットランド国際 女子ダブルス 優勝
- 2004年
  - ヨネックスオープンジャパン 女子ダブルス ベスト8
  - デンマークオープン 女子ダブルス ベスト8
- 2005年
  - 韓国オープン 女子ダブルス ベスト16
  - ヨネックスオープンジャパン 女子ダブルス 3位
  - アジア選手権大会 女子ダブルス 準優勝
  - デンマークオープン 女子ダブルス 優勝
- 2006年
  - 全英オープン 女子ダブルス ベスト8
  - ユーバー杯（国別対抗世界選手権）日本代表 団体 ベスト8
  - 世界選手権 女子ダブルス ベスト8
- 2007年
  - 世界選手権 女子ダブルス 3位
- 2008年
  - 大阪インターナショナルチャレンジ 女子ダブルス 優勝
  - 北京オリンピック 女子ダブルス ベスト8
- 2009年
  - オランダオープン 混合ダブルス 3位
- 2010年
  - ベトナムオープン 混合ダブルス 3位
  - オランダオープン 混合ダブルス 準優勝
- 2011年
  - ドイツオープン 混合ダブルス 準優勝
  - オーストラリアオープン 混合ダブルス ベスト4
  - ロシアオープン 混合ダブルス 準優勝
  - スーパーシリーズファイナルズ 混合ダブルス ベスト4
- 2012年
  - オーストラリアオープン 混合ダブルス ベスト4
  - インドオープン（スーパーシリーズ） 混合ダブルス ベスト8
  - シンガポールオープン　混合ダブルス 準優勝
  - ロンドンオリンピック 混合ダブルス出場
  - ヨネックスオープンジャパン　混合ダブルス ベスト4

## 受賞歴
- オグシオ#受賞歴 参照

## 主なメディア出演

### テレビ
- オグシオ#テレビ出演 参照
- フジテレビ 「ジャンクSPORTS」（2005年1月16日放送[44]、2009年11月8日放送[45]）
- 日本テレビ 「Music Lovers」（2009年2月8日放送）[46]
- NHK総合 「きよしとこの夜」（2009年2月19日放送）[47]
- イケシオ#テレビ 参照
- J SPORTS　「J SPORTS ワイド」　（2009年7月4日放送）[48]
- TBS 「相葉雅紀の夏休みSP！ スポ根！サイエンスラボ～真相究明・スポーツのナゾ！～」 （2009年7月20日放送）[49]
- 日本テレビ 「徳光&所の世界記録工場PART6」（2010年1月4日放送[50]）
- フジテレビ 「世にも奇妙な物語_20周年スペシャル」　（2010年4月4日放送）
- テレビ朝日 「さんま&EXILEの世界に一つだけの歌 第4弾」（2010年4月9日放送）
- フジテレビ 「すぽると!」内「水曜LADY’S DAY 特別企画「○○シオ」」（2009年9月2日[51][52]、12月2日[53][54]、2010年5月5日[55]
- フジテレビ「VS嵐」　（2010年12月16日放送）
- フジテレビ「run for money 逃走中」(2013年1月6日、13日)
- TBS「Nスタ・第2部（ニューズアイ）」（2014年10月 - 2016年9月28日、月・火・水曜レギュラー）
- NHK-Eテレ 「オイコノミア 又吉直樹×経済学」（2017年12月20日放送）
- フジテレビ「ライオンのグータッチ」グータッチサポーター
- テレビ朝日「グッド!モーニング (テレビ番組)」木曜→火曜コメンテーター（2020年4月2日 - 2024年9月）

### ラジオ
- ニッポン放送「潮田玲子 LOVE & MELODY」（2018年3月10・17日、2019年9月7日・14日・28日、「八木亜希子 LOVE&MELODY」の放送枠で代理出演）
- ニッポン放送「女神たちのオリンピック」（2019年9月30日 - 2020年3月19日）

### CM
- 日本ケンタッキーフライドチキン　「パリパリ実況」篇（2011年）
- アルコン (企業)#日本法人　「デイリーズ トータル ワン」、「デイリーズ トータル ワン インタビュー：潮田玲子編」 （2016年4月 - ）[56]、「デイリーズ トータル ワン インタビュー：潮田玲子　ワーキングウーマン編」（2017年3月 - ）

JAPAN Alcon 
JAPAN Alcon」
※オグシオでの出演はオグシオ#CMなど　参照

### 雑誌
- バドミントンマガジン
- オグシオ#雑誌　参照
- 蛍雪時代　ケイセツ・コラム（部活Navi）　2005年4月号[57]
- Sportiva　2009年6月号[58]
- 週刊文春　「原色美女図鑑　潮田玲子－オグシオの先にあるもの」　2009年8月5日発売号[59]
- ビッグコミックスピリッツ　表紙、巻頭グラビア（2010年3月29日号）
- その他多数（三洋電機バドミントン部公式サイトで確認可能）

### 政府刊行物
- オグシオ#政府刊行物　参照